# Mondstreif-Honigfresser

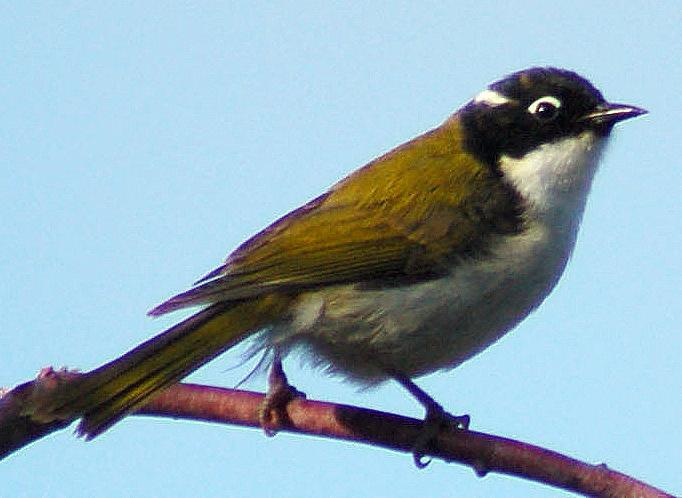
Unterart Melithreptus lunatus chloropsis

Der Mondstreif-Honigfresser (Melithreptus lunatus), auch Mondstreif-Honigschmecker oder Weißnacken-Honigfresser genannt, ist ein mittelgroßer Vertreter der Familie der Honigfresser.

## Aussehen
Der 13 bis 15 cm große Vogel hat ein weißes Unterbauchgefieder, der Kopf und der Schnabel sind schwarz gefärbt. Zudem hat der Vogel einen länglichen, weißen Streifen am Hinterkopf. Bei der Nominatform ist die nackte Haut über den Augen auffällig orangerot. Die Flügel und der Schwanz sind bräunlich, zum Ende hin dunkler bis schwarz gefärbt. Das Rückengefieder geht von olivgrün ins Braune über. Die Beine sind bräunlich oder dunkler gefärbt.

## Unterarten
Von dieser Art sind zwei Unterarten beschrieben:
- Melithreptus lunatus chloropsis Gould, 1848 – im Südwesten von Western Australia. Die nackte Haut über den Augen ist bläulich-cremefarben[1], das Rückengefieder ist gelblich gefärbt.
- Melithreptus lunatus lunatus – in Ost- und Südost-Australien. Die nackte Haut über den Augen ist orangerot[1], das Rückengefieder ist olivgrün gefärbt.

In der IOC World Bird List hat Melithreptus chloropsis allerdings den Status einer eigenen Art. Diese Klassifizierung basiert auf einem Artikel von Alicia Toon, Jane Margaret Hughes und Leo Joseph, die in einem Artikel aus dem Jahr 2010 mittels Multilocus-Sequenz-Typisierung zur Auffassung kamen, dass beide den Status einer eigenen Art haben.

## Verbreitung
Der Mondstreif-Honigfresser kommt sowohl in Eukalyptushainen und Wäldern als auch in Stadtparks im Osten, Südosten und Südwesten Australiens vor.

## Lebensweise
Die Vögel suchen paarweise oder in kleinen Gruppen, bis zu 60 Tiere, in den Baumkronen oder an der Rinde hoher Bäume nach Insekten, Spinnen oder Nektar. Die Vögel sind meist ganzjährig standorttreu, außer nördliche Populationen, die im Winter nach Süden ziehen.

## Brut
Die Brut findet von Juni bis Januar statt. Das Nest wird aus Rindenstücken, Grashalmen, anderen Pflanzenfasern und Spinnenseide gefertigt und an einer Astgabel in einem hohen Baum oder Gebüsch befestigt und mit Blättern aus der Umgebung vor Feinden getarnt. Darin legt das Weibchen seine 2–4 weißbraun oder schwarz gepunkteten Eier ab. Die Brutdauer beträgt 13–17 Tage, danach verbleiben die Jungvögel noch 14–16 Tage im Nest. An der Brutfürsorge beteiligen sich beide Elternvögel.

## Gefährdung
Angaben zur Größe des Bestandes sind nicht bekannt, die Art gilt jedoch als häufig. Die International Union for Conservation of Nature and Natural Resources (IUCN) stuft den Mondstreif-Honigfresser aufgrund des sehr großen Verbreitungsgebietes und des anscheinend stabilen Bestandes als nicht gefährdet (Least Concern) ein.